# Lijn 11 (metro van Madrid)

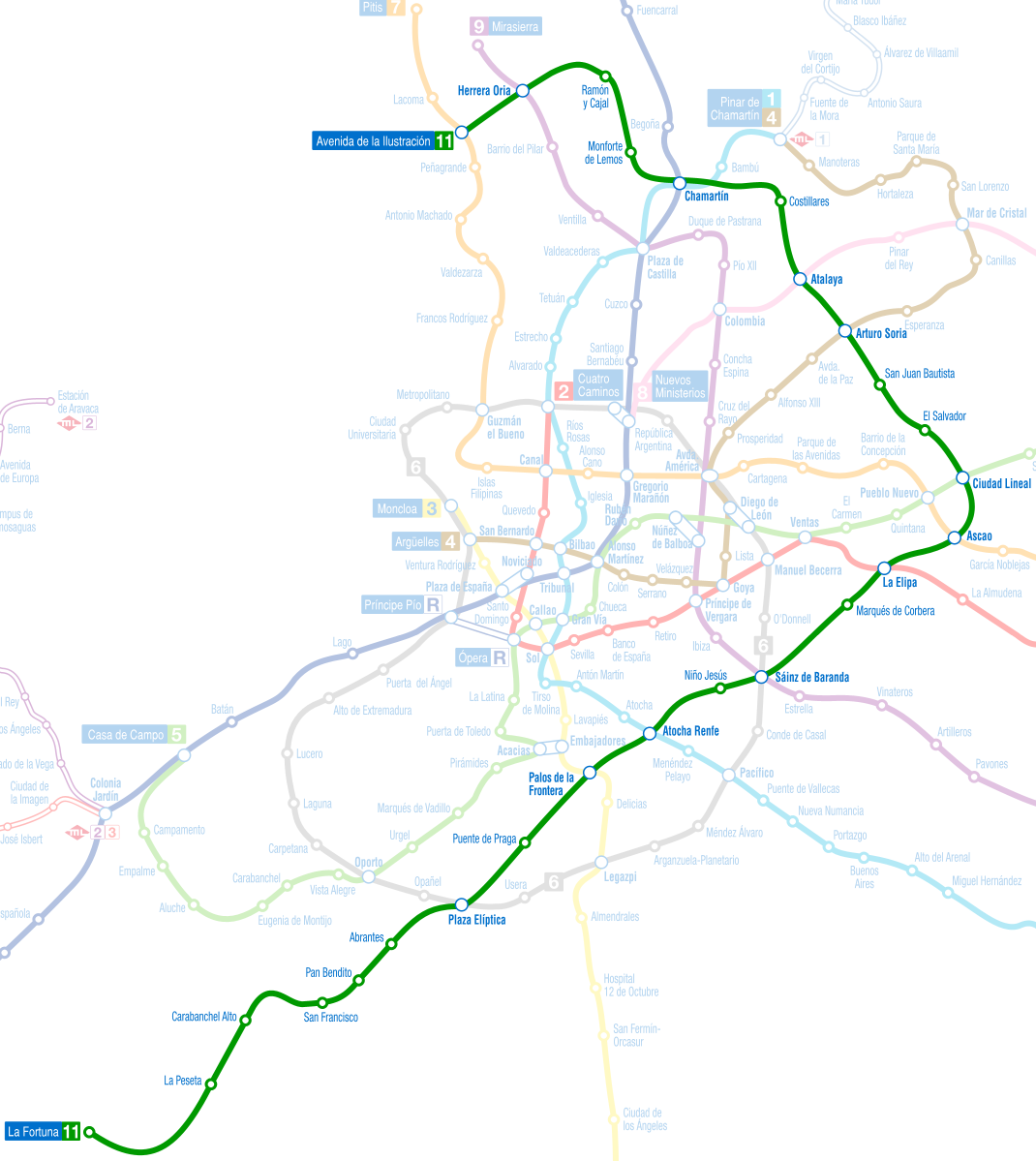
Het noordelijk deel van het beoogde traject

Lijn 11 is een metrolijn in de Spaanse hoofdstad Madrid, uitgebaat door de Metro de Madrid. De lijn is gepland als verbinding tussen de MetroSur in het zuiden en Chamartín in het noorden door de oostelijke wijken van de stad. Het eerste deel werd op 16 november 1998 geopend met twee nieuwe stations ten zuiden van Plaza Elíptica. In 2006 werd de lijn verdubbeld door een verlenging tot La Peseta in de buurt Carabanchel Alto. In 2010 volgde nog een verlenging naar La Fortuna en een aansluiting op het depot van lijn 10 iets ten westen daarvan. In Station Madrid Chamartín is al een lege spoorbak met perrons gebouwd ten behoeve van de toekomstige verlenging van lijn 11.
Werkzaamheden aan een volgend baanvak noordwaarts tussen Plaza Elíptica en Conde de Casal zouden volgens planning in 2020 beginnen. De goedkeuring volgde echter pas in januari 2022 en in juli 2022 volgde de gunning aan UTE Rover-Acciona-Dragados met een beoogde bouwstart in november 2022. Protesten en bezwaarschriften betekende dat het project op een aantal punten werd gewijzigd en het werk pas in december 2023 begon. Verwacht wordt dat de oplevering in 2030 plaatsvindt.   
De aansluiting op de MetroSur met een overstap in het multimodaal station Leganés Central of het metrostation San Nicasio is overwogen als tracévariant. In 2024 is aan de zuidkant echter begonnen met de verlenging van de lijn naar Cuatro Vientos. De tweede aansluiting van de MetroSur werd op 21 april 2025 gerealiseerd door de verlenging van lijn 3.

## Stations
| Station              | Overstappunt | Foto * | Type                         | Geopend          | Ligging                       | Stadsdeel   |
| -------------------- | ------------ | ------ | ---------------------------- | ---------------- | ----------------------------- | ----------- |
| Conde de Casal       | 06           | 2280 ! |                              | verwacht 2030    | 40° 24′ 25″ NB, 3° 40′ 14″ WL | Retiro      |
| Atocha Renfe         | 01           | 2290 ! |                              | verwacht 2030    | 40° 24′ 24″ NB, 3° 41′ 21″ WL | Arganzuela  |
| Palos de la Frontera | 03           | 2300 ! |                              | verwacht 2030    | 40° 24′ 11″ NB, 3° 41′ 39″ WL | Arganzuela  |
| Madrid Río           |              | 2310 ! |                              | verwacht 2030    | 40° 23′ 48″ NB, 3° 42′ 14″ WL | Arganzuela  |
| Comillas             |              | 2320 ! |                              | verwacht 2030    | 40° 23′ 35″ NB, 3° 42′ 49″ WL | Carabanchel |
| Plaza Elíptica       | 06           | 2330 ! | ondiep gelegen zuilenstation | 7 mei 1981       | 40° 23′ 5″ NB, 3° 43′ 7″ WL   | Usera       |
| Abrantes             |              | 2340 ! | ondiep gelegen zuilenstation | 16 november 1998 | 40° 22′ 54″ NB, 3° 43′ 37″ WL | Carabanchel |
| Pan Bendito          |              | 2350 ! | ondiep gelegen zuilenstation | 16 november 1998 | 40° 22′ 33″ NB, 3° 44′ 4″ WL  | Carabanchel |
| San Francisco        |              | 2360 ! | ondiep gelegen zuilenstation | 18 december 2006 | 40° 22′ 25″ NB, 3° 44′ 21″ WL | Carabanchel |
| Carabanchel Alto     |              | 2370 ! | ondiep gelegen zuilenstation | 18 december 2006 | 40° 22′ 14″ NB, 3° 45′ 10″ WL | Carabanchel |
| La Peseta            |              | 2380 ! | ondiep gelegen zuilenstation | 18 december 2006 | 40° 21′ 46″ NB, 3° 45′ 23″ WL | Carabanchel |
| La Fortuna           |              | 2390 ! | ondiep gelegen zuilenstation | 5 oktober 2010   | 40° 21′ 29″ NB, 3° 46′ 40″ WL | Leganés     |
| Cuatro Vientos       | 10           | 2490 ! | maaiveld                     | verwacht 2026    | 40° 22′ 39″ NB, 3° 47′ 30″ WL | Latina      |

- De sorteerwaarde van de foto is de ligging langs de lijn